# Circuit Gilles-Villeneuve
Pour les articles homonymes, voir Villeneuve.
Le circuit Gilles-Villeneuve est un circuit de sports mécaniques situé au parc Jean-Drapeau sur l'île Notre-Dame, au milieu du fleuve Saint-Laurent, à Montréal, Canada. Il porte son nom depuis 1982 en l'honneur du pilote canadien Gilles Villeneuve qui y obtint sa première victoire en 1978, et qui se tua lors de la séance de qualification du Grand Prix de Formule 1 de Belgique à Zolder le 8 mai 1982. 
Le Grand Prix du Canada de Formule 1 s'y tient depuis 1978 hormis une pause en 2009 et deux annulations en 2020 et 2021 en raison de la pandémie de Covid-19. Il devient en 2023 avec 42 éditions, le cinquième circuit le plus utilisé dans l'histoire de la Formule 1.  

## Le circuit
C'est un circuit rapide et spectaculaire de 4 361 mètres, mais qui manque de dégagements. Robert Kubica y fut victime d'un terrifiant accident lors du Grand Prix du Canada 2007, sans blessures sérieuses pour le pilote polonais. La succession de lignes droites et de virages lents occasionne de nombreux regroupements et soumet les freins à rude épreuve. Nombre de pilotes, dont des champions du monde, y ont perdu leurs illusions en touchant le « Mur des champions » qui se trouve au dernier virage du circuit et où figurait une publicité touristique du Gouvernement du Québec : « Bienvenue au Québec ».
Le 4 août 2007, le circuit Gilles-Villeneuve est l'hôte d'une course de la série Nationwide de la catégorie américaine Nascar, une première au Canada. Auparavant, de 2002 à 2006, c'est le Grand Prix de Montréal de la Champ Car qui s'y déroulait.
En dehors des courses, le circuit est ouvert à tous les sportifs, qui viennent pour y pratiquer soit le vélo, le patin à roues alignées (notamment pour les 24 heures de Montréal), la course ou la marche.
Par ailleurs, après l'édition de 2018 du Grand Prix, toute la zone des paddocks est démolie pour faire place à des installations plus modernes. Un nouveau bâtiment de trois étages conçu par les architectes FABG intègre de nouveaux garages, un nouvel espace média, une nouvelle tour de contrôle, de nouvelles loges ainsi qu'une terrasse panoramique couverte au troisième étage. Tout le nouveau bâtiment est accessible aux personnes à mobilités réduites et a été inauguré à l'édition 2019 de la course de F1.
Sur l'emplacement de la ligne de départ, où était inscrit « Salut Gilles », a été ajouté « Salut Guy10» depuis la mort de Guy Lafleur en 2022. 

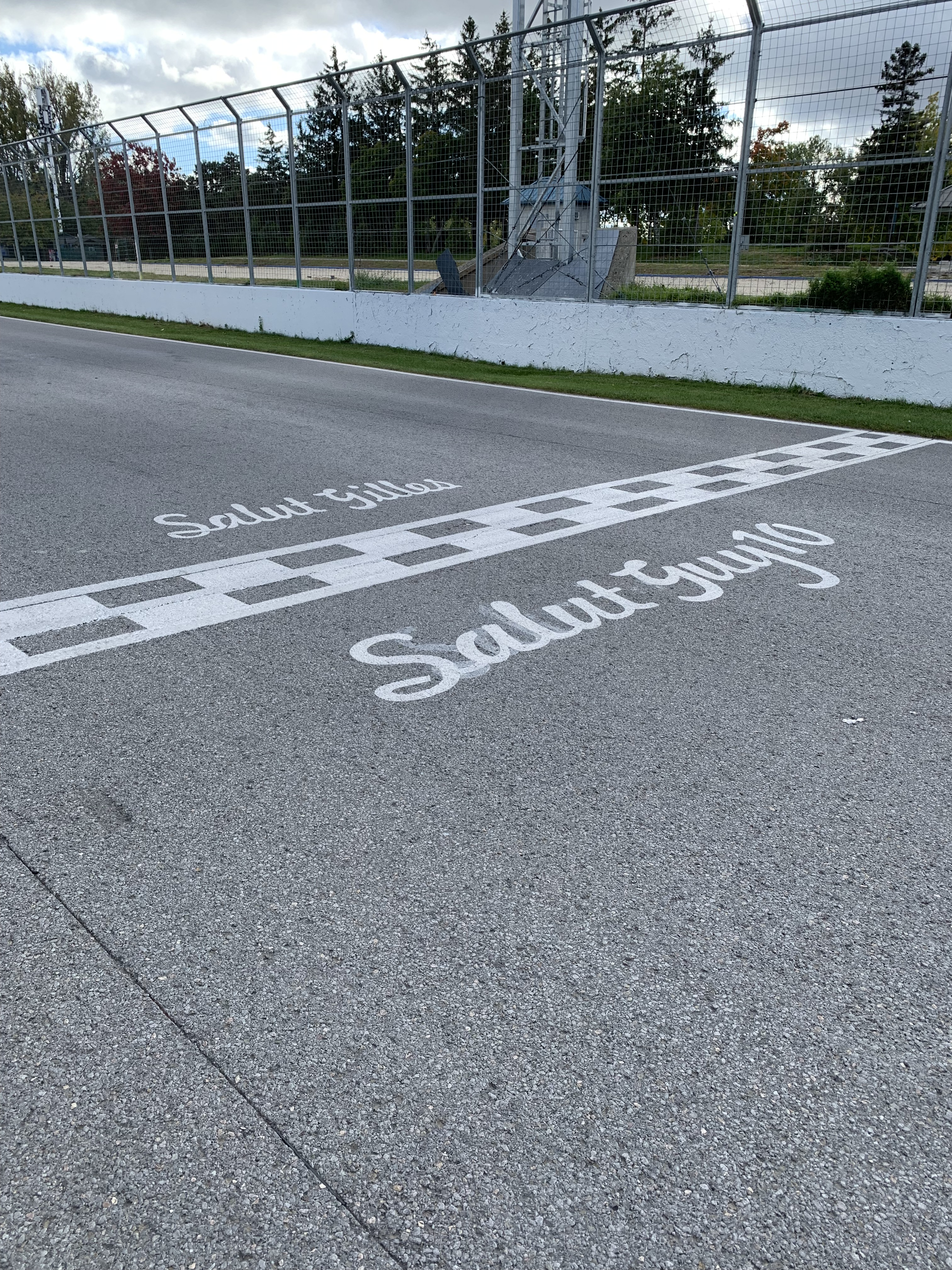
les deux inscriptions sur la ligne de départ
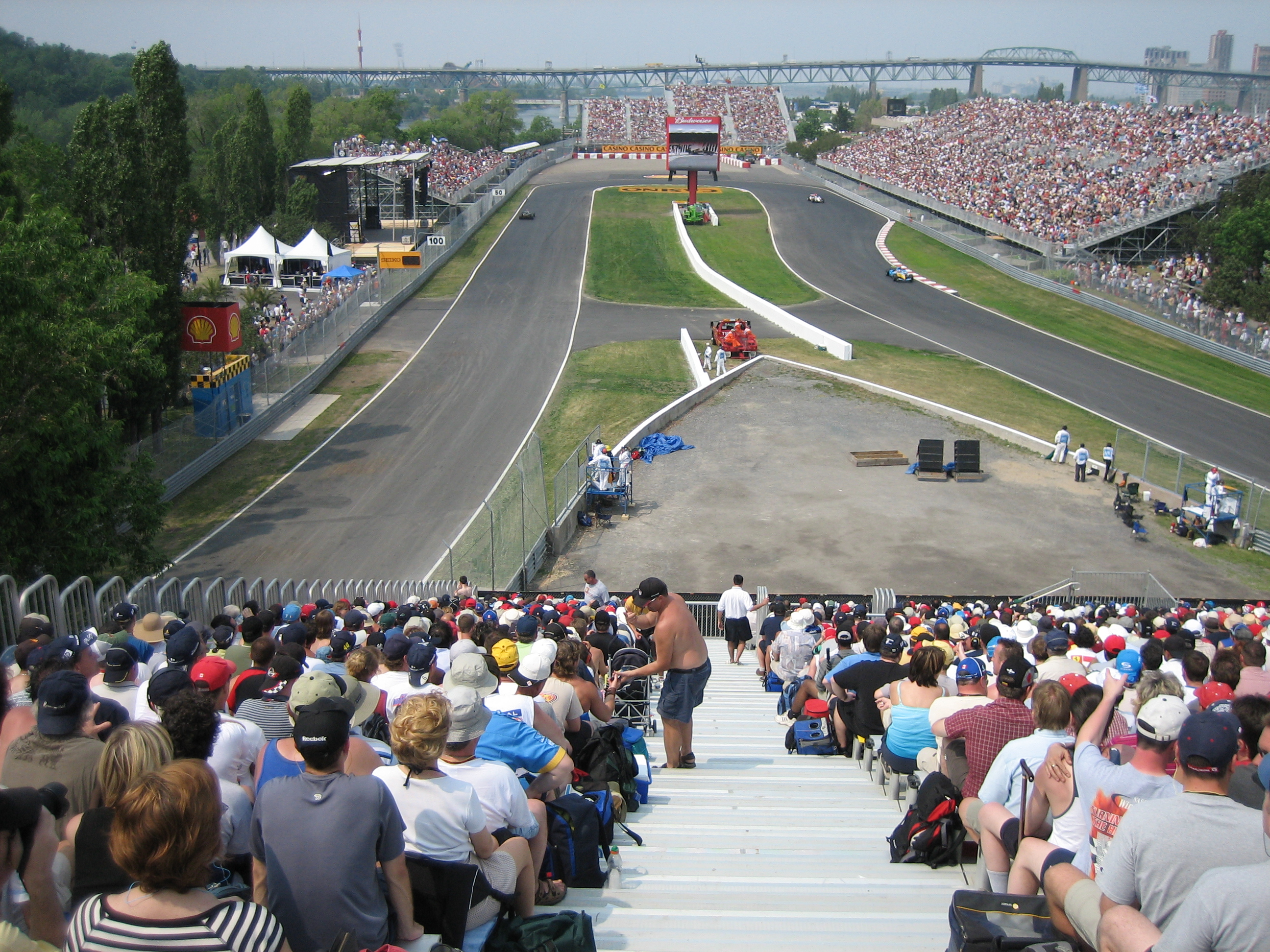
L'épingle du circuit.
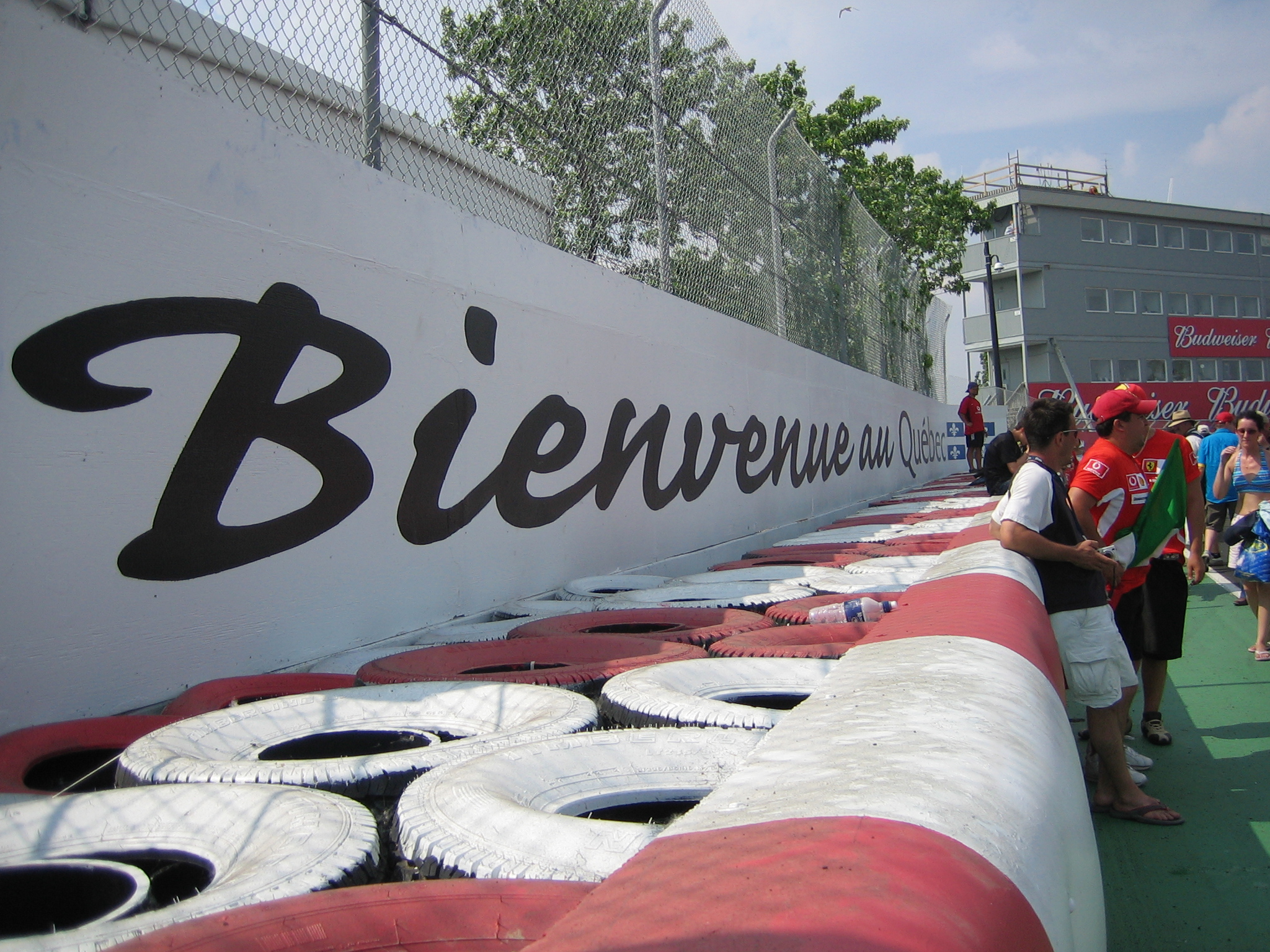
Le mur des champions en 2005.

## Endurance
Une manche couvrant une distance de 480 kilomètres et comptant pour le Championnat du monde des voitures de sport a été organisée sur le circuit en 1987. La Mercedes C11 pilotée par Jean-Louis Schlesser et Mauro Baldi de l'écurie officielle s'est imposée devant l'une des deux Nissan R90CK officielles. Ce fut également la première course de la Peugeot 905 qui pilotée ce jour-là par Keke Rosberg et Jean-Pierre Jabouille a finalement abandonné,.
Plus récemment, plusieurs épreuves de Grand-Am Rolex Sports car Series ont été organisées de 2009 à 2012,,,.

## Utilisation comme base sportive et de loisirs

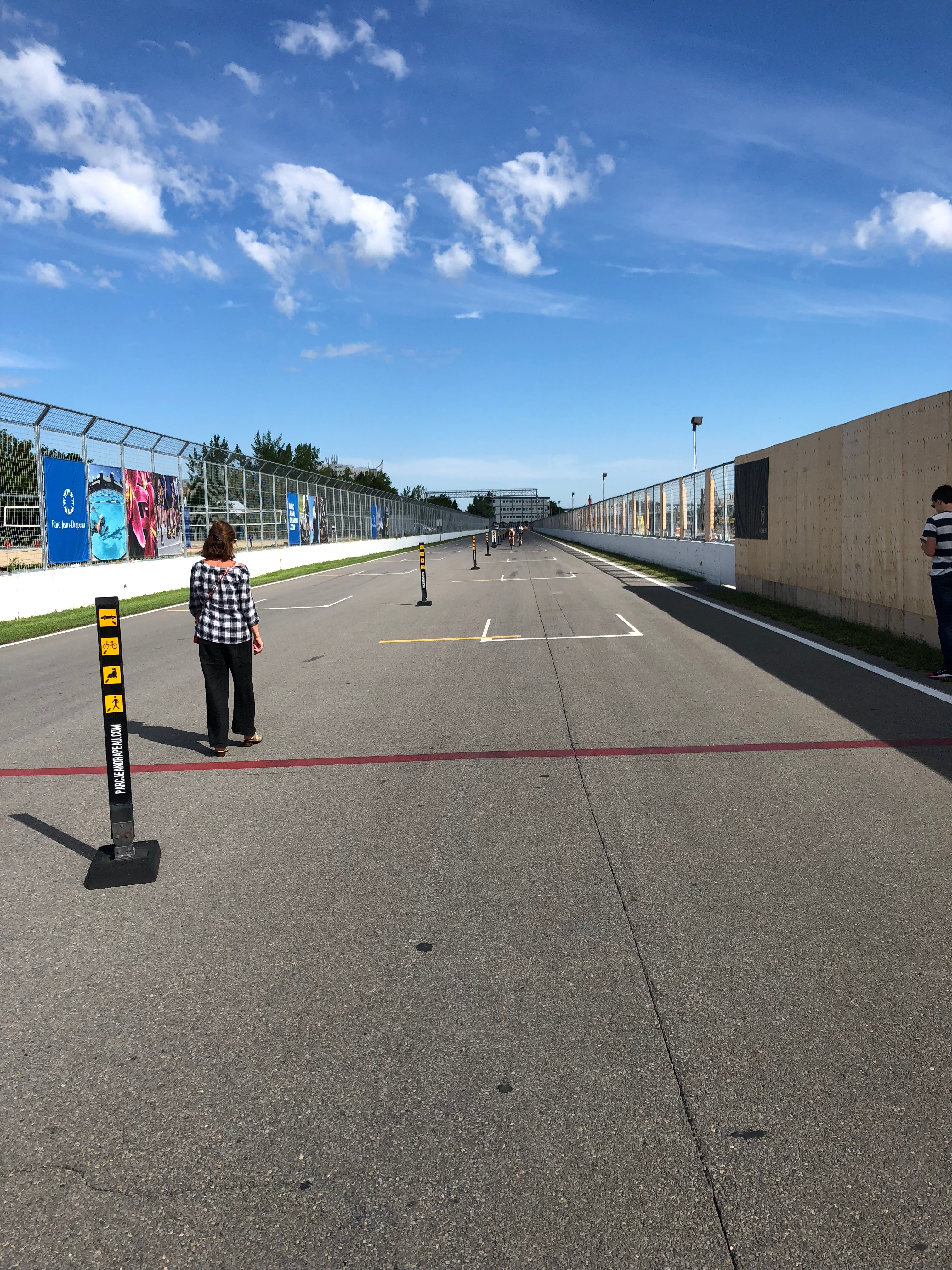
Utilisation du circuit comme base sportive et de loisirs : des plots séparent la piste en deux

Lorsque le circuit n'est pas utilisé pour les courses automobiles, les amateurs de cyclisme, patins à roulettes et autres, utilisent le circuit pour s'entraîner. En juin 2009, la Société du Parc Jean-Drapeau a installé des « chicanes » (clôtures destinées à ralentir les cyclistes et autres usagers de la piste) pour bloquer l'utilisation du circuit, ce qui causa un important mouvement de protestation. En réponse aux protestations, les chicanes ont été retirées. 
La piste est séparée en deux par des plots : un côté est réservé aux vélos, rollers, joggers, voire marcheurs, et l'autre aux voitures qui souhaitent faire le tour du circuit, à une vitesse maximum de 30 km/h, ainsi qu'aux autobus des navettes de la Société de transport de Montréal qui desservent l'île,.

## Présence dans les jeux vidéo
Le circuit est présent dans les jeux vidéo suivants :
- Formula One, 1985
- Grand Prix Circuit, 1988
- F-1 Grand Prix Part II, 1992
- Road & Track Presents: Grand Prix Unlimited, 1992
- Geoff Crammond's Formula One Grand Prix, 1992
- F1, 1993
- Formula 1, 1996
- Grand Prix 2, 1996
- Formula 1 97, 1997
- F1 Pole Position 64, 1997
- F1 Manager Professionnal, 1997
- Monaco Grand Prix Simulation 2, 1998
- Formula 1 98, 1998
- F1 World Grand Prix, 1998
- F1 2000, 2000
- F1 Championship Season 2000, 2000
- F1 Racing Championship, 2000
- F1 World Grand Prix II, 2000
- Grand Prix 3, 2000
- F1 Manager, 2000
- F1 Manager 2001, 2001
- F1 2001, 2001
- F1 2002, 2002
- Grand Prix 4, 2002
- Grand Prix Challenge, 2002
- Hot Wheels: Williams F1 Team Racing, 2002
- F1 2003, 2003
- F1 Challenge 99-02, 2003
- F1 2004, 2004
- Formula One Championship Edition, 2006
- ARCA Sim Racing '08, 2008
- Ferrari Challenge: Trofeo Pirelli, 2008
- ING Renault F1 Team, 2008
- iRacing, 2008
- F1 2009, 2009
- F1 2010, 2010
- GT Racing: Motor Academy, 2010
- F1 2011, 2011
- F1 2012, 2012
- F1 Online: The Game, 2012
- RFactor 2, 2012
- Game Stock Car Extreme, 2013
- F1 2013, 2013
- F1 2014, 2014
- F1 2015, 2015
- Automobilista, 2016
- F1 2016, 2016
- F1 2017, 2017
- F1 2018, 2018
- F1 2019, 2019
- F1 2020, 2020
- F1 2021, 2021
- F1 22, 2022
- F1 23, 2023
- F1 24, 2024
- F1 Manager 2022, 2022
- F1 Manager 2023, 2023

## Liste des accidents mortels
| Nom              | Date         | Qualité              | Championnat                       | Compétition/Monture                           |
| ---------------- | ------------ | -------------------- | --------------------------------- | --------------------------------------------- |
| Riccardo Paletti | 13 juin 1982 | Pilote               | Championnat du monde de Formule 1 | Grand Prix automobile du Canada (Osella FA1C) |
| Mark Robinson    | 9 juin 2013  | Commissaire de piste | Championnat du monde de Formule 1 | Grand Prix automobile du Canada               |